# Lista simplesmente ligada
Na área de ciência da computação, uma lista ligada (ou lista simplesmente encadeada) é uma vantajosa alternativa na implantação de arrays. Arrays implica que o tamanho de N elementos devem ser fixados a priori.
Uma alternativa para esta desvantagem é o uso de lista encadeadas, que permite a criação de arrays sem um número de N elementos fixo.
Uma lista é formada por nós. Nó é um objeto composto que armazena uma referência para um elemento ou objeto qualquer e uma referência next (próximo) que permite fazer a ligação com o próximo nó da lista até que o último aponte para uma região de memória nula (null).
O primeiro e o último nós de uma lista são chamados respectivamente de cabeça (referência head) e cauda (referência tail) da lista.
Exemplo de Lista Simplesmente Encadeada: